# Штурм Праги (1794)
Штурм Пра́ги — штурм русскими войсками под командованием А. В. Суворова 24 октября (4 ноября) 1794 года Праги, предместья Варшавы на правом берегу Вислы.
Стремительный, почти с ходу, штурм Праги с последующим истреблением или пленением её защитников и местных жителей сломил волю польских повстанцев к сопротивлению и привёл к капитуляции Варшавы. Польское восстание 1794 года оказалось подавлено.
В западной и польской историографии, из-за большого количества жертв среди мирного населения (к которому относят и добровольных защитников укреплений), широко распространён термин «резня в Праге» (пол. Rzeź Pragi). Пражские события отрицательно повлияли на отношение европейцев к России.

## Предыстория
В 1772 году состоялся первый раздел Польши между Россией, Австрией и Пруссией, в котором Россия присоединила часть территории, на которой в настоящее время находится современная Белоруссия (92 тыс. км² и 1,8 млн человек). Речь Посполитая потеряла 30 % территории и 35 % населения.
В 1793 году произошел второй раздел Речи Посполитой, к Российской империи отошли Минск, Волынь и Подолье, а Пруссия заняла северную часть Польши. В столице, Варшаве, был поставлен русский гарнизон. В 1794 году генерал Осип Игельстрём, командовавший русскими войсками в Польше, потребовал роспуска польских войск, однако польский генерал А. Мадалинский отказался повиноваться и в результате внезапной атаки разбил русский пехотный полк, потом прусский эскадрон, и подошел к Кракову.
Краков стал центром польского восстания, возглавленного Тадеушем Костюшко. 6 (17) апреля 1794 года восстали жители Варшавы (см. Варшавская заутреня), напав ранним утром на раздробленные отряды 8-тысячного русского гарнизона. 2200 русских солдат погибло на улицах города, сам генерал Игельстрём в чужой одежде был вывезен любовницей, графиней Залусской. Резня русских воинов в Варшаве негативно повлияла на отношение русского общества к Польше.
Руководство русскими отрядами в Польше было поручено князю Репнину.
На фельдмаршала Румянцева Екатерина II возложила оборону всего пограничного края от Минской губернии до Турции в случае враждебных вылазок с польской стороны, а также содействие Репнину в его наступательных действиях. Румянцев отправил Суворова с отрядом с тем, чтобы занять Брест и оборонять линию по реке Буг.
Пробиваясь в Брест, Суворов в сентябре 1794 с силами до 11 тыс. солдат в нескольких сражениях по частям разбил превосходящий корпус польского генерала Сераковского. Незадолго до того прусское войско, в составе которого был отряд российского генерала Ивана Ферзена, потерпело неудачу в осаде Варшавы и отступило. Отряд Ферзена по приказу Репнина двинулся на соединение с Суворовым. Пытаясь помешать этому, Костюшко с силами до 10 тыс. вступил в сражение с 12 тыс. корпусом Ферзена, был разбит 29 сентября (10 октября) под Мацеёвицами и раненым попал в плен.
В начале октября Суворов выступил из Бреста с готовым планом боевых действий. План предусматривал захват Праги, предместья Варшавы на правом берегу Вислы, с последующим размещением на зимних квартирах и продолжением кампании в 1795 году.
14 октября в подчинение Суворова был отдан отряд Ферзена, его армия стала насчитывать до 19 тыс. солдат. 15 (26) октября на пути к Варшаве при местечке Кобылке авангард Суворова разбил 4-тысячный отряд повстанцев из корпуса Макрановского. 19 октября к Суворову присоединился русский отряд генерала-поручика Дерфельдена, после чего численность войск под началом Суворова составила 24—25 тыс. солдат (из них 4 тыс. конницы и 3 тыс. казаки) при 86 орудиях.
22 октября русские войска подошли непосредственно к Праге и стали готовить позиции для артиллерийских батарей.

## Силы противников и диспозиция

### Оборона Праги

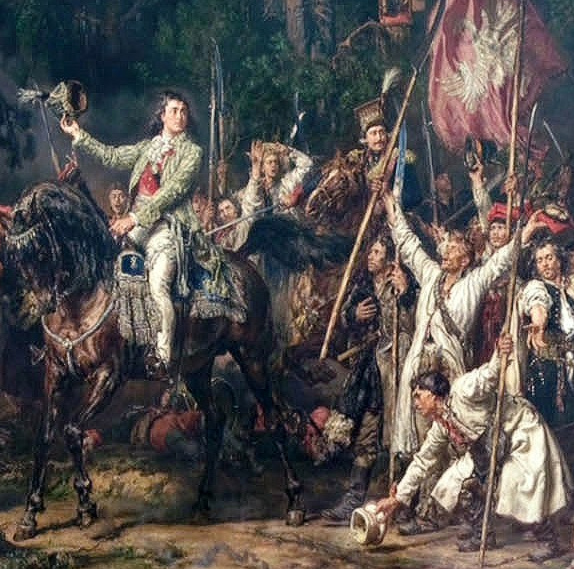
Польские повстанцы приветствуют Т. Костюшко. Художник Я. Матейко, 1888

Прага соединялась с Варшавой длинным мостом через Вислу, имеющую значительную ширину в этом месте. Внутренняя линия обороны представляла собой земляной вал вокруг Праги. Внешняя линия, которую поляки строили в течение лета, тянулась более чем на 6,5 км и имела примерно форму прямого угла, короткая сторона которого шла на восток от Вислы до песчаных холмов, затем поворачивала более чем на 90 градусов и упиралась в болотистый приток Вислы.
Расстояние между внутренней и внешней линией обороны составляло около километра, здесь лагерем располагались польские войска. Внешняя линия укреплений (вал с тройным палисадом и рвом) прикрывалась местами передовыми бастионами и была усилена разными искусственными преградами, в том числе 6 рядами волчьих ям с заострёнными кольями. На укреплениях было установлено более 100 орудий, в том числе много крупнокалиберных. Дополнительную поддержку могли оказать артиллерийские батареи с противоположного берега Вислы.
Недостатком обороны Праги была её большая протяжённость, повстанцы не имели достаточно живой силы, чтобы плотно прикрыть всю линию укреплений. По донесениям Суворову от источников в Варшаве Прагу обороняло до 30 тысяч человек, однако эти цифры были основаны на показаниях пленных и умозрительной оценке. Польский генерал Вавжецкий утверждал, что в день штурма в Праге имелось до 10 тысяч войск, из которых до 6 тысяч составляло плохо вооружённое крестьянское ополчение, так называемые косиньеры (вооружённые косами). Это показание совершенно не согласуется с потерями поляков, одних пленных было гораздо больше. В западной литературе принято оценивать в 20 тысяч количество вовлечённых в оборону Праги. К слабости польской стороны следует отнести полуанархическую военную организацию и усилившееся дезертирство среди повстанцев.
Генерал Вавжецкий, ставший после пленения Костюшко польским главнокомандующим, решился оставить Прагу и сосредоточить все силы на оборону Варшавы и левого берега Вислы, но не успел исполнить замысла.

### Диспозиция Суворова

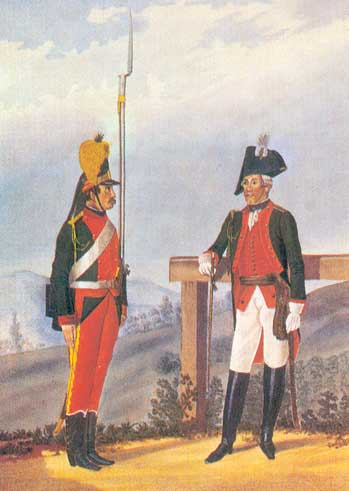
Солдат и офицер русской армии в 1786—1796 гг.

Суворов разделил армию на семь колонн:
- Четыре колонны (две из отряда Дерфельдена и две из отряда Потемкина) должны атаковать с севера на юг короткую линию укреплений Праги. После прорыва внешней обороны первая колонна (ген.-майор Ласси) направляется по берегу Вислы и отрезает поляков от моста. Остальные три колонны (князя Лобанова-Ростовского, ген.-майоров Исленьева и Буксгевдена) штурмуют внутренний вал вокруг Праги.
- Колонны 5-я (ген.-м. Тормасов) и 6-я (ген.-м. Рахманов) из отряда барона Ферзена начинают атаку восточной длинной линии укреплений, когда первые четыре сорвут передовые укрепления и часть неприятельских сил будет оттянута.
- 7-я колонна (ген.-м. Денисов) совершает дальний обход правого фланга поляков вдоль болотистого берега Вислы, овладевает батареями и движется в Прагу к мосту.

Впереди каждой колонны шли 500 человек с шанцевым инструментом и средствами преодоления укреплений, их прикрывали ружейным огнём 128 стрелков. За этими силами шёл резерв пехоты, который должен по занятии передовой линии укреплений разработать проход для кавалерии. Все полевые орудия выстраиваются на валу внешней линии и поддерживают огнём штурм внутренней линии обороны Праги. В начале штурма казаки отвлекают внимание защитников по всей линии.

## Ход боя

### Штурм Праги

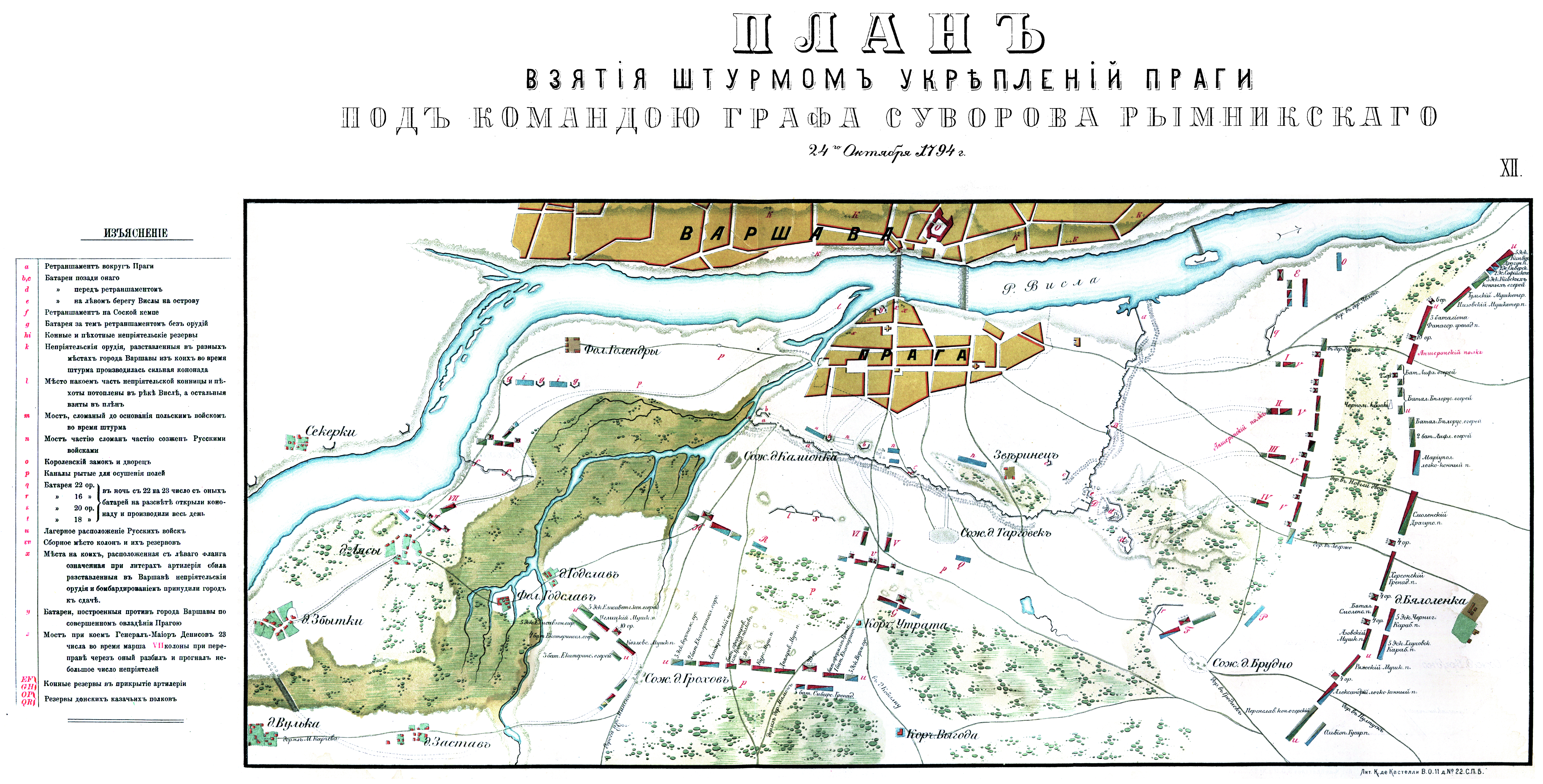
Карта штурма Праги Суворовым

Утром 23 (3 ноября) октября 1794 батареи Суворова начали обстрел укреплений Праги. Вечером того же дня войскам был зачитан приказ Суворова на штурм:

Идти в тишине, ни слова не говорить; подойдя же к укреплению, быстро кидаться вперед, бросать в ров фашинник, спускаться, приставлять к валу лестницы, а стрелкам бить неприятеля по головам. Лезть шибко, пара за парой, товарищу оборонять товарища; коли коротка лестница, — штык в вал, и лезь по нем другой, третий. Без нужды не стрелять, а бить и гнать штыком; работать быстро, храбро, по-русски. Держаться своих в середину, от начальников не отставать, фронт везде. В дома не забегать, просящих пощады — щадить, безоружных не убивать, с бабами не воевать, малолетков не трогать. Кого убьют — царство небесное; живым — слава, слава, слава.

В 5 утра 24 (4 ноября) октября, ещё до рассвета, взвилась ракета и первые 4 колонны двинулись в тишине на приступ. Дальнейший ход боевых действий полностью соответствовал диспозиции Суворова. Солдаты накрывали волчьи ямы плетнями и лестницами, закидывали ров фашинами и взобрались на вал, откуда штыками выбивали поляков. По отзыву русского участника штурма фон Клугена, поляки «мало сказать, что дрались с ожесточением, нет — дрались с остервенением и без всякой пощады… В жизни моей я был два раза в аду — на штурме Измаила и на штурме Праги… Страшно вспомнить!..»
Один из руководителей обороны, генерал Зайончек, с пулей в животе в самом начале был увезен в Варшаву. Генерал Вавжецкий пытался организовать оборону, но, увидев полное расстройство в польских войсках, ушёл по мосту, прежде чем 1-я колонна достигла его, отрезав путь отступления защитникам Праги. На некоторых участках поляки предприняли слабые попытки контратаковать русские войска между внутренней и внешней линиями обороны, но были сразу же опрокинуты. Оборона по внутреннему земляному валу вокруг Праги рассыпалась под штыковыми атаками русских.
Взрыв склада боеприпасов в Праге ещё более усилил панику в рядах защитников. Мост находился под контролем русских, попытки польской стороны разрушить его пресекались огнём артиллерии, пока не последовал приказ Суворова поджечь мост. Небольшая часть повстанцев спаслась на лодках и ещё меньше вплавь, удачных прорывов из Праги через позиции русских отмечено не было.
К 9 часам утра полевое сражение окончилось полным истреблением польского гарнизона Праги, начался грабёж предместья. Артиллерийская дуэль с батареями на левом берегу Вислы продолжалась до 11 утра и после полудня возобновилась лишь для морального воздействия на Варшаву, и без того потрясённую уничтожением на глазах её жителей многих тысяч повстанцев.
Во время штурма Праги полковник Псковского драгунского полка граф Пётр Александрович Толстой, командуя двумя эскадронами, первым ворвался на польскую батарею и, несмотря на ранение картечью в левую руку, захватил восемь орудий. По представлению А. В. Суворова, 1 января 1795 года награждён орденом Святого Георгия 3-го класса.
1 января 1795 года капитан князь Иван Леонтьевич Шаховский был также награждён орденом Святого Георгия 4-го класса № 590: «Во всемилостивейшем уважении на усердную службу и отличное мужество, оказанное 24-го октября при взятии приступом сильно укрепленного Варшавского предместия, именуемого Прага, где первым овладел бастионом и, быв послан с охотниками, отбил пушку и, поражая оною мятежников, принудил сдаться до 300 человек».

### Резня в Праге
После штурма Праги во французской и английской печати (с подачи польских источников) Суворова стали называть кровожадным «полудемоном».

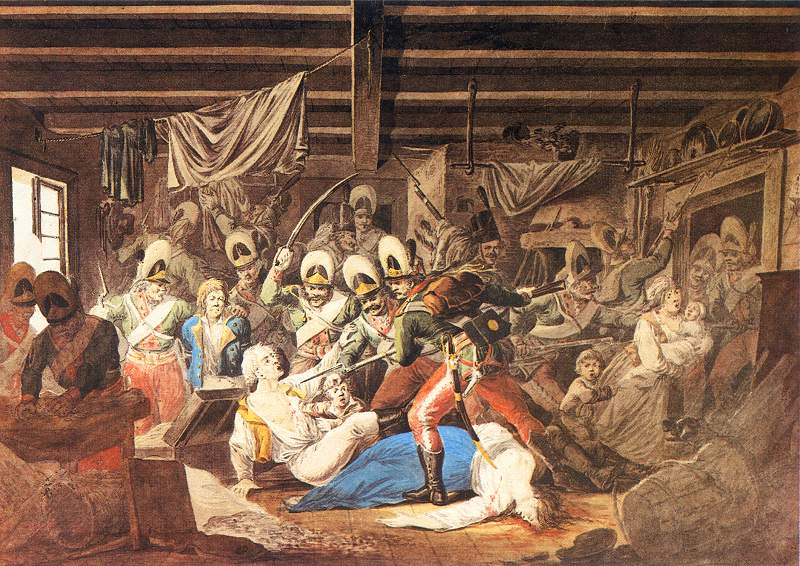
Резня в Праге. Художник А. Орловский, 1810

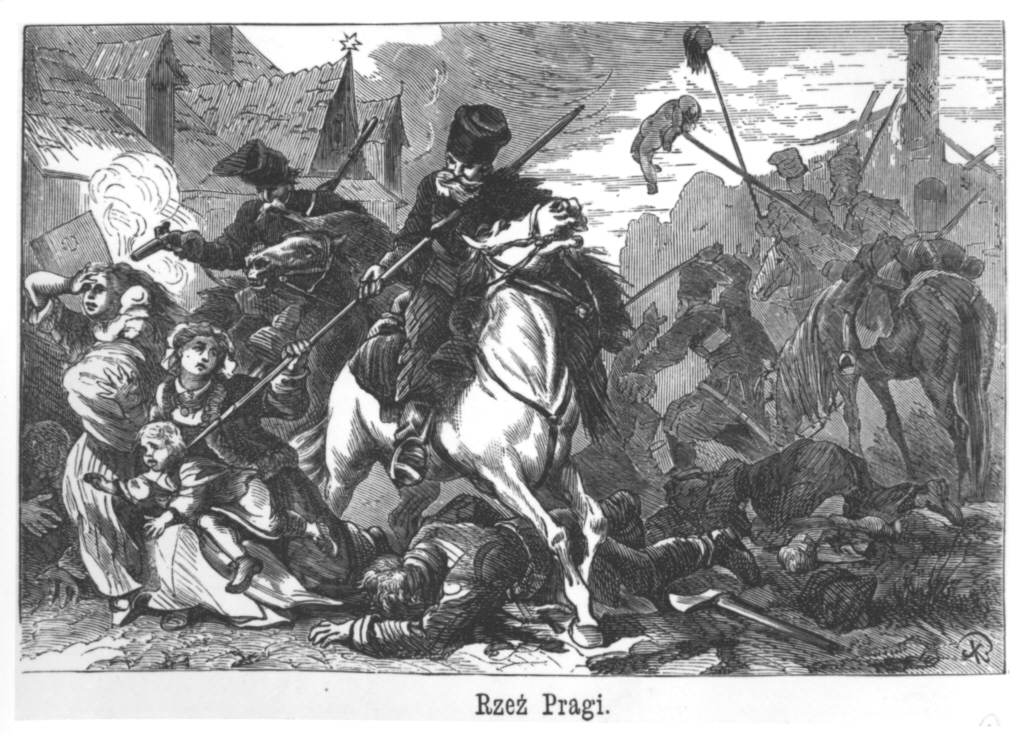
Резня в Праге. Польская гравюра XIX века

Прямой приказ Суворова запрещал трогать мирное население, но при этом существовал принцип «возьмёшь лагерь — всё твоё, возьмёшь крепость — всё твоё». Согласно Петрушевскому, солдаты грабили «день и ночь», но из-за бедности местного населения нажиться солдатам не удалось. По свидетельству участников штурма, русские солдаты, ожесточённые сопротивлением и воспоминанием об уничтожении польскими войсками русского гарнизона в Варшаве (см. Варшавская заутреня), когда погибло от 2 до 4 тыс. русских солдат, убивали всех подряд. По некоторым оценкам погибло до 21 тыс. мирных жителей и солдат с польской стороны. Фон Клуген вспоминал так:

«В нас стреляли из окон домов и с крыш, и наши солдаты, врываясь в дома, умерщвляли всех, кто им ни попадался… Ожесточение и жажда мести дошли до высочайшей степени… офицеры были уже не в силах прекратить кровопролитие… У моста настала снова резня. Наши солдаты стреляли в толпы, не разбирая никого, — и пронзительный крик женщин, вопли детей наводили ужас на душу. Справедливо говорят, что пролитая человеческая кровь возбуждает род опьянения. Ожесточенные наши солдаты в каждом живом существе видели губителя наших во время восстания в Варшаве. „Нет никому пардона!“ — кричали наши солдаты и умерщвляли всех, не различая ни лет ни пола…»

Фадей Булгарин, окончил описание  этого воспоминания фон Клугена такими словами: 

Добрый генерал, рассказывая мне о пражском штурме, был в сильном волнении, и даже несколько раз утирал слезы.
— Ад, сущий ад! — повторял он несколько раз.

Другой участник штурма, Лев Энгельгардт, подтверждает резню:

«До самой Вислы на всяком шагу видны были всякого звания умерщвлённые, а на берегу оной навалены были груды тел убитых и умирающих: воинов, жителей, монахов, женщин, ребят. При виде всего того сердце человека замирает, а взоры мерзятся таким позорищем… умерщвлённых жителей было несчётно.»

В исследовании Н. А. Орлова виновниками зверств по отношению к женщинам и детям называются казаки. Он заметил, что Суворов послал офицеров оповестить жителей, чтобы они после падения Праги бежали в русский лагерь, где будет обеспечена их безопасность. Те, которые последовали этому призыву, уцелели.
По одной из поздних версий, Суворов приказал поджечь мост, чтобы избиение не перекинулось в беззащитную Варшаву. Сами участники штурма оправдывали разрушение моста другими причинами. Так, Денис Давыдов со ссылкой на А. П. Ермолова пишет, что Суворов приказал артиллерии сжечь большой мост, опасаясь после штурма Праги быть застигнутым неприятелем врасплох. Согласно Давыдову и другим авторам, после окончания дела солдаты усиленно отмечали победу трофейным вином и спиртом, чему Суворов не желал препятствовать.
Так или иначе, крайне мягкое отношение Суворова к польским пленным доказывает, что гибель мирных жителей во время штурма явилась трагическим следствием боевых действий в городе, а не умыслом полководца. Как указывал в своих мемуарах Денис Давыдов: «Во время штурма Праги остервенение наших войск, пылавших местью за изменническое побиение поляками товарищей, достигло крайних пределов. Суворов, вступая в Варшаву, взял с собою лишь те полки, которые не занимали этой столицы с Игельстромом в эпоху вероломного побоища русских. Полки, наиболее тогда потерпевшие, были оставлены в Праге, дабы не дать им случая удовлетворить своё мщение».
После данных событий распространилось также немало страшных слухов. Петрушевский приводит один из них, согласно которому после взятия Варшавы Суворов якобы приказал отрубить кисти рук у 6000 польских шляхтичей.

## Итоги сражения
Потери обеих сторон можно определить лишь приблизительно, учитывая, что цифры в победных реляциях того времени подгонялись в целях пропагандистского эффекта.
В реляции Суворова от 7 ноября говорится, что сочтено убитых поляков 13340, пленных 12860, потонуло больше 2000; в числе пленных 3 генерала (Майен, Геслер и Крупинский) и 442 офицера; в числе убитых 4 генерала (Ясинский, Корсак, Квашневский и Грабовский); в бою также погиб известный военный инженер Ян Бакалович; артиллерии досталось победителям 104 орудия. При обороне погибли почти все еврейские кавалеристы-добровольцы. Собственные потери Суворов определяет свыше 1500 человек, из них 580 убитых.
Петрушевский в своей биографии Суворова ссылается на данные польского источника, что поляков погибло с оружием в руках до 8 тыс. и пражских жителей 12 тысяч, однако точных подсчётов и разделения между воинами и мирными обывателями никто не вёл. Также он говорит о том, что, по мнению некоторых источников, Суворов достиг победы из-за необычайной жестокости и численного превосходства, однако замечает, что войска Суворова превосходили противника всего на 4 тыс. человек. Суворов же в своей реляции утверждал: «редко видел я столь блистательную победу; дело сие подобно измаильскому».

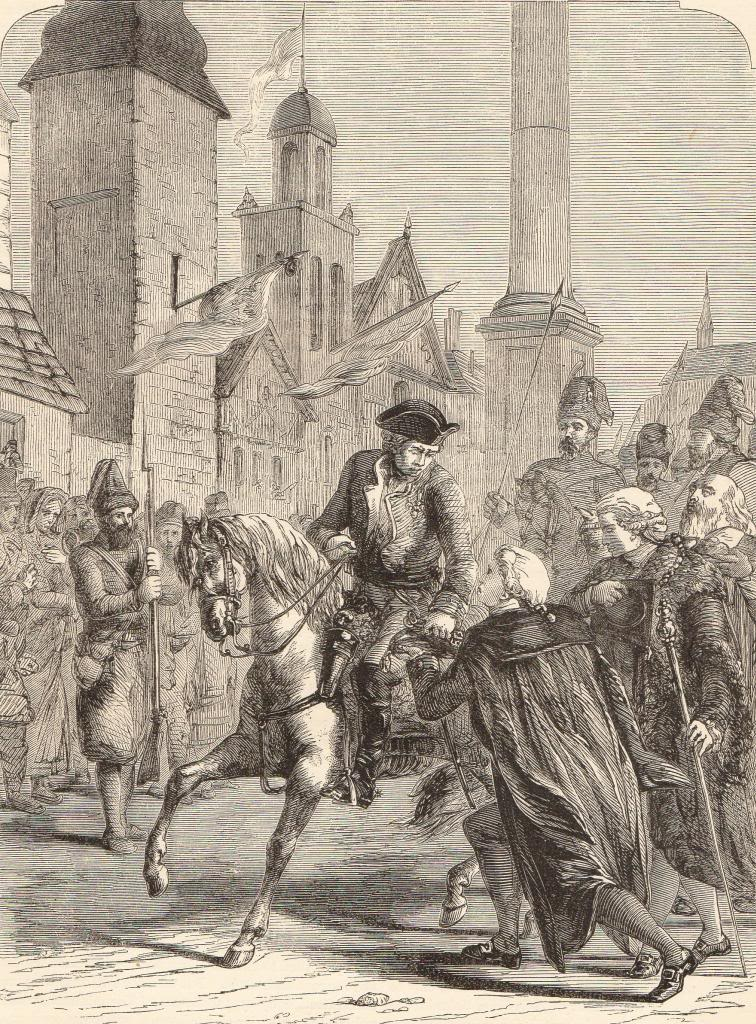
Войска генерала Суворова входят в капитулировавшую Варшаву. Гравюра 1878 года

Следуя своей обычной практике доброго отношения к побежденному противнику, Суворов распустил по домам до 6 тыс. пленных из ополчения, около 4 тыс. поляков из регулярных войск были отправлены в Киев, а вскоре по просьбе польского короля были отпущены все польские офицеры.
Милосердие Суворова вызвало неудовольствие некоторых чиновников. Статс-секретарь Екатерины II, дипломат Д. П. Трощинский возмущенно писал:

…Граф Суворов великие оказал услуги взятием Варшавы, но зато уж несносно досаждает несообразными своими там распоряжениями. Всех генерально поляков, не исключая и главных бунтовщиков, отпускает свободно в их домы, давая открытые листы…

## Последствия штурма Праги
25 октября Суворов продиктовал делегатам из Варшавы мягкие условия капитуляции прямо на поле боя, среди неубранных трупов, и подтвердил их в ходе переговоров 26 октября, объявив о намерении сохранять перемирие только до 28 октября. 28 октября русские войска в парадном строю вступили в сдавшуюся Варшаву через восстановленный мост, а ещё через неделю, узнав об амнистии, остатки повстанческих отрядов в Польше сложили оружие и разошлись. 29 октября на берегу Вислы магистрат Варшавы преподнёс А. В. Суворову хлеб-соль, городские ключи, которые символизировали капитуляцию Варшавы, и золотую с бриллиантами табакерку с надписью «Варшава — своему избавителю».

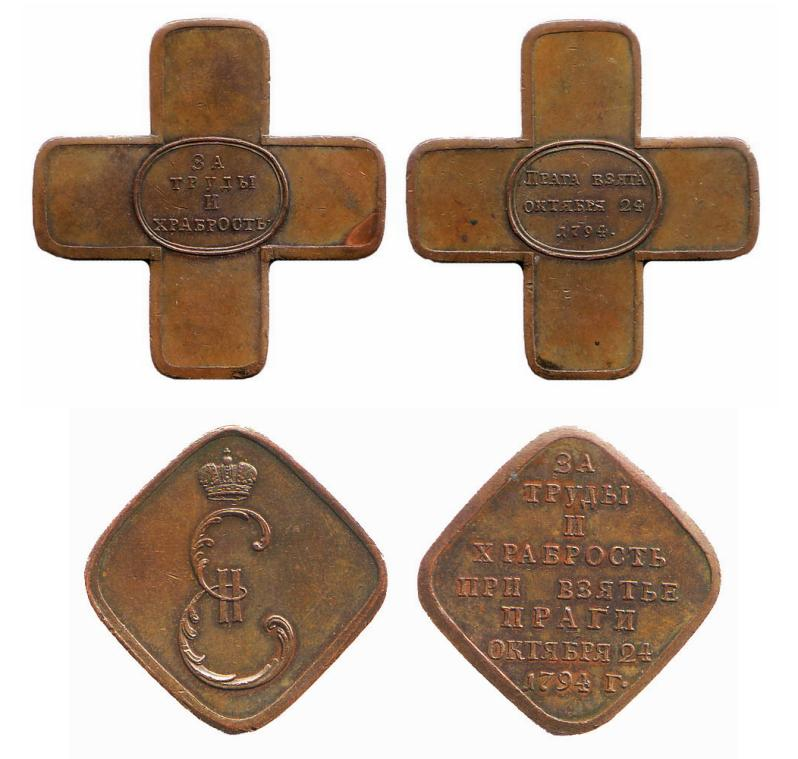
Офицерский крест и солдатская медаль за взятие Праги в 1794. Медные копии (созданные в то же время, что и оригиналы)

20 ноября 1794 года императрица Екатерина II удостоила генерал-аншефа А. В. Суворова высшего воинского чина фельдмаршала, а сверх того послала богатые подарки и назначила в потомственное владение имение Кобринский Ключ с 7 тысячами душ мужского пола. Прусский король Фридрих-Вильгельм прислал Суворову ордена Красного Орла и большого Чёрного Орла, а австрийский император Франц пожаловал свой портрет, богато осыпанный бриллиантами.
Существует легенда доклада А. В. Суворова императрице Екатерине II о взятии Варшавы. А. В. Суворов: «Матушка! Ура! Варшава наша! Генерал-аншеф Суворов». Ответ Екатерины II: «Ура, фельдмаршал!».
В январе 1795 Екатерина II выпустила указ: «Всем бывшим действительно на штурме Прагском штаб- и обер-офицерам, которые тут не получили орденов военного Святого Георгия и Святого Владимира, жалуем золотые знаки для ношения в петлице на ленте с черными и желтыми полосами.» На золотых крестах выбита надпись: «За труды и храбрость», на обратной стороне: «Прага взята октября 24 1794 г.» Нижние чины награждались серебряными медалями квадратной формы со слегка закругленными концами.
В ноябре 1795 польский король Станислав Понятовский в обмен на солидное содержание и свободу сложил с себя польскую корону. Польское государство подверглось третьему разделу, прекратившему существование независимой Польши до 1918 года.